# Cinnamomum bhaskarii
Cinnamomum bhaskarii är en lagerväxtart som beskrevs av Mohan Gangopadhyay. Cinnamomum bhaskarii ingår i släktet Cinnamomum och familjen lagerväxter. Inga underarter finns listade i Catalogue of Life.